# Kékhasú szalakóta
A kékhasú szalakóta (Coracias cyanogaster) a madarak osztályának szalakótaalakúak (Coraciiformes) rendjébe és a szalakótafélék (Coraciidae) családjába tartozó faj.

## Rendszerezése
A fajt Georges Cuvier francia természettudós írta le 1816-ban.

## Előfordulása
Afrika nyugati és középső részén, Benin, Bissau-Guinea,Burkina Faso, Elefántcsontpart, Gambia, Ghána, Guinea, Kamerun, a Kongói Demokratikus Köztársaság, a Közép-afrikai Köztársaság,  Mali, Niger, Nigéria, Szenegál, Sierra Leone, Szudán és Togo területén honos. 
Természetes élőhelyei a szubtrópusi és trópusi síkvidéki esőerdők, száraz erdők és szavannák, valamint édesvízi mocsarak és ideiglenesen elöntött legelők. Állandó, nem vonuló faj.

## Megjelenése
Testhossza 30 centiméter, testtömege 110-178 gramm.
|  |

## Természetvédelmi helyzete
Az elterjedési területe rendkívül nagy, egyedszáma ugyan csökken, de még nem éri el a kritikus szintet. A Természetvédelmi Világszövetség Vörös listáján nem fenyegetett fajként szerepel.